# Hajdu kan
Hajdu (mongolsko Хайду, Hajdu) je bil mongolski kan iz klana Bordžigin, ki je vladal od leta 1080 do 1100, * 1030, † 1100.
Bil je pravnuk Bodončarja Munhaga (okoli 850–900). Hajdujev pravnuk je bil Kabul kan (umrl 1149), Kabul kanov pravnuk pa Džingiskan (1162-1227).

## Življenje
Hajdu je omejen v Skrivni zgodovini Mongolov, Zgodovini Juana in Džami al-Tavarih perzijskega zgodovinarja Rašida al-Dina Hamadanija.
Rojen je bil okol leta 1030 kot najmlajši od osmih sinov kraljice Monolun, vdove Hači Huluga, sina Menen Datum.
. 
V tem času je bila v Mongoliji na oblasti dinastija Liao (907-1125) iz mongolskega Kitana. Severne pokrajine Mongolije je dinastija težko obvladovala. V 1050. letih 
so Kitani iz dinastije Liao napadli Džalairja iz  mongolskega plemena Darligin, ki je živelo ob reki Kerulen na skrajnem vzhodu  Mongolije. Džalair je pobegnil k Bordžiginom v Mongolijo, kjer je takrat vladala kraljica Monolun (v Skrivni zgodovini Nomulun), mati kana Hajduja.  Džalair je v strahu za svoje življenje ubil Monolun in vse njene sinove, razen Haiduja, ki ga je skril njegov stric Način. Hajdu je pozneje premagal Džalairja in ga podjarmil.

## Opomba
Hajduja se ne sme zamenjati z Ogedejevim vnukom in Džingiskanovim pravnukom  Kajdujem. 

## Sklic
1. 1 2  Китайская биографическая база данных.

| Hajdu kan Rojen: 1030 Umrl: 1100 |                         |                           |
| Vladarski nazivi                 |                         |                           |
| Predhodnik: Omnoh                | Mongolski kan 1080–1100 | Naslednik: Tumbijan secen |